# Dysdera granulata
Dysdera granulata là một loài nhện trong họ Dysderidae.
Loài này thuộc chi Dysdera. Dysdera granulata được Wladislaus Kulczynski miêu tả năm 1897.